# Cyathea foersteri
Cyathea foersteri är en ormbunkeart som beskrevs av Eduard Rosenstock. Cyathea foersteri ingår i släktet Cyathea och familjen Cyatheaceae. Inga underarter finns listade.